# Isola di Kanagunut
L'isola di Kanagunut (Kanagunut Island) è una delle isole dell'Arcipelago Alessandro, nell'Alaska sud-orientale, Stati Uniti d'America. Amministrativamente appartiene al Borough di Ketchikan Gateway e si trova all'interno della Tongass National Forest. È una delle isole più meridionali dell'arcipelago.

## Etimologia
Il nome deriva da un nome indiano in lingua Tlingit riportato da G. Davidson della U.S. Coast and Geodetic Survey (USC & GS) in una pubblicazione del 1869.

## Geografia
L'isola è lunga circa 5 km (asse nord/ovest - sud/est). L'altitudine massima è di 75 metri.
Intorno all'isola sono presenti le seguenti masse d'acqua (da nord in senso orario):
- Nord/ovest: baia di Nakat (Nakat Bay)[5] 54°46′59″N 130°46′22″W.
- Nord/est: canale di Sitklan (Sitklan Passage)[6] 54°45′50″N 130°41′33″W - Divide l'isola di Kanagunut dall'isola di Tongass (Tongass Island).
- Est: canale di Lincoln (Lincoln Channel)[7] 54°44′45″N 130°42′12″W - Divide l'isola di Kanagunut dall'isola di Sitklan (Sitklan Island).
- Sud e ovest: stretto di Dixon (Dixon Entrance)[8] 54°43′00″N 131°31′17″W

Sull'isola è presente solamente un promontorio notevole (a sud): promontorio Garnet (Garnet Point) 54°43′14″N 130°41′22″W - Il promontorio ha una elevazione di 35 metri.
L'isola è circondata nelle immediate vicinanze dalle seguenti altre isole:
- Isola di Tongass (Tongass Islad): 700 metri a nord.
- Isola di Sitklan (Sitklan Islad): 60 metri a est.
- Isole di Lord (Lord Islands): 2,78 chilometri a ovest.

## Parchi e aree protette
L'isola, insieme all'isola di Sitklan, è compresa nella parte più meridionale del Misty Fiords National Monument. Un Parco nazionale dell'Alaska situato a circa 64 km ad est di Ketchikan (Alaska).55°19′38.9″N 131°29′11.17″W